# Tourisme en Occitanie
L'Occitanie est la 4e région touristique en France avec 13 milliards d’euros de recettes touristiques et 181 millions de nuitées annuelles en moyenne dont 23 millions en plein air avec 14,2 millions de touristes sur le littoral dont 7 millions d'étrangers et 15 millions dans les hôtels .
- 1re pour l'hôtellerie en plein air (pour la capacité et la fréquentation) avec 1 326 campings dont 159 700 emplacements (65 % des touristes étrangers préfèrent le camping).
- 1re pour les stations thermales (en établissements : 166 000 curistes environ)
- 4e en nombre de chambre d'hôtel avec 65 700 chambres pour 2037 hôtels (3,8 millions de touristes étrangers dont 2,1 millions à Lourdes)
- 4e en emplois touristiques pour 87 500 emplois.

## Politique touristique de la Région Occitanie
La présidente de Région, Carole Delga, a mis en place une politique touristique qui vise à faire entrer l'Occitanie dans le top 10 des destinations européennes.
Pour atteindre cet objectif, la Région mise sur des dispositifs de marketing territorial tels que le label Grand Site Occitanie et le concept d'Occitalité.

### Le label Grand Site Occitanie
Ce label vise à promouvoir des territoires auprès des clientèles nationales et internationales.

### L'Occitalité
"Occitalité" est un mot-valise qui consiste à intégrer le mot "Occitan(ie)" au sein du terme "hospitalité". Ce concept marketing a été élaboré par la Région Occitanie pour faire de son territoire une "marque de destination". Il a cette particularité d’avoir pour cible les touristes comme les habitants de la région, les seconds devant être les hôtes des premiers. Avec l’Occitalité, il s’agit, selon les termes de Virginie Rozière, Présidente du Comité régional du tourisme, d’ "Être la destination de la convivialité, de la simplicité et de la sincérité."  Avec ce concept, la Région Occitanie entend ajouter à l’attractivité de ses paysages et de son patrimoine culturel, celle de ses habitants qu’elle affiche comme conviviaux, simples, sincères. L’Occitanie est une région qui se distingue par "le caractère authentique, direct et franc de ses habitants [qui] sont eux-mêmes, sans prétention, ne trichent pas, ne jouent pas un rôle".
Dans son rapport d’activités 2018, le comité régional du tourisme fait du sourire des habitants de la région un élément clé de l’Occitalité car "Nos visiteurs souhaitent être bien accueillis. Comme des amis par des amis."  C’est pourquoi "les habitants sont les premiers acteurs" de la destination Occitanie. Avec le concept d’"Occitalité", la Région Occitanie veut répondre à une critique du tourisme qui prend de l’ampleur (Barcelone ou Venise étant des exemples de rejet des touristes par les locaux) en stimulant la bienveillance de ses habitants ("Nous sommes aux petits soins") à l’égard des visiteurs pour rassurer les touristes potentiels.
Dans cet esprit, la Région Occitanie présentent les femmes qui vivent sur son territoire comme des hôtesses de charme accueillantes pour les touristes : "Me faire belle. Me sentir regardée. Faire mine de rien : je soigne mon Occitalité" ;"Soutenir un regard. Me sentir apprivoisée. Partir avec lui : j'assume mon Occitalité".

#### Un concept de marketing territorial qui suscite la controverse
"On trouvera difficilement meilleure illustration de ce que signifie marchandiser un territoire", écrivent en aout 2019 les signataires d’une lettre ouverte à la Présidente de Région, Carole Delga, avec en copie Virginie Rozière, présidente du comité régional du tourisme. En se référant au Schéma régional de développement du tourisme, ils dénoncent dans cette lettre « l’Occitalité » comme étant un discours et un dispositif dignes de George Orwell, auteur de la dystopie 1984. « Nous voici, habitants, sommés d'incarner un concept de novlangue publicitaire : "l’Occitalité". "Chère Carole Delga, notre sourire ne sert pas à ça", poursuivent les signataires de cette lettre ouverte. Ainsi, outre marchandiser le territoire, le concept d’Occitalité marchandise les habitants d’Occitanie.

### Fonds financier tourisme
Le fonds financier tourisme est un fonds de dette, doté de 101 millions d’euros, abondé à hauteur de 35M€ par la Région, 60M€ par l’Europe, 5M€ par le Crédit Agricole et 1M€ pour l’équipe de gestion. L'objectif de ce fonds est d'inciter les organismes bancaires à accompagner les projets touristiques publics ou privés dépassant les 500 000 Euros.
Ce fonds de dette est géré par M Capital Partners, société de capital risque, investissement et immobilier. C'est avec ce fonds porté par la Région Occitanie que M Capital se lance pour la première fois dans la dette.

## Stations de sports d'hiver

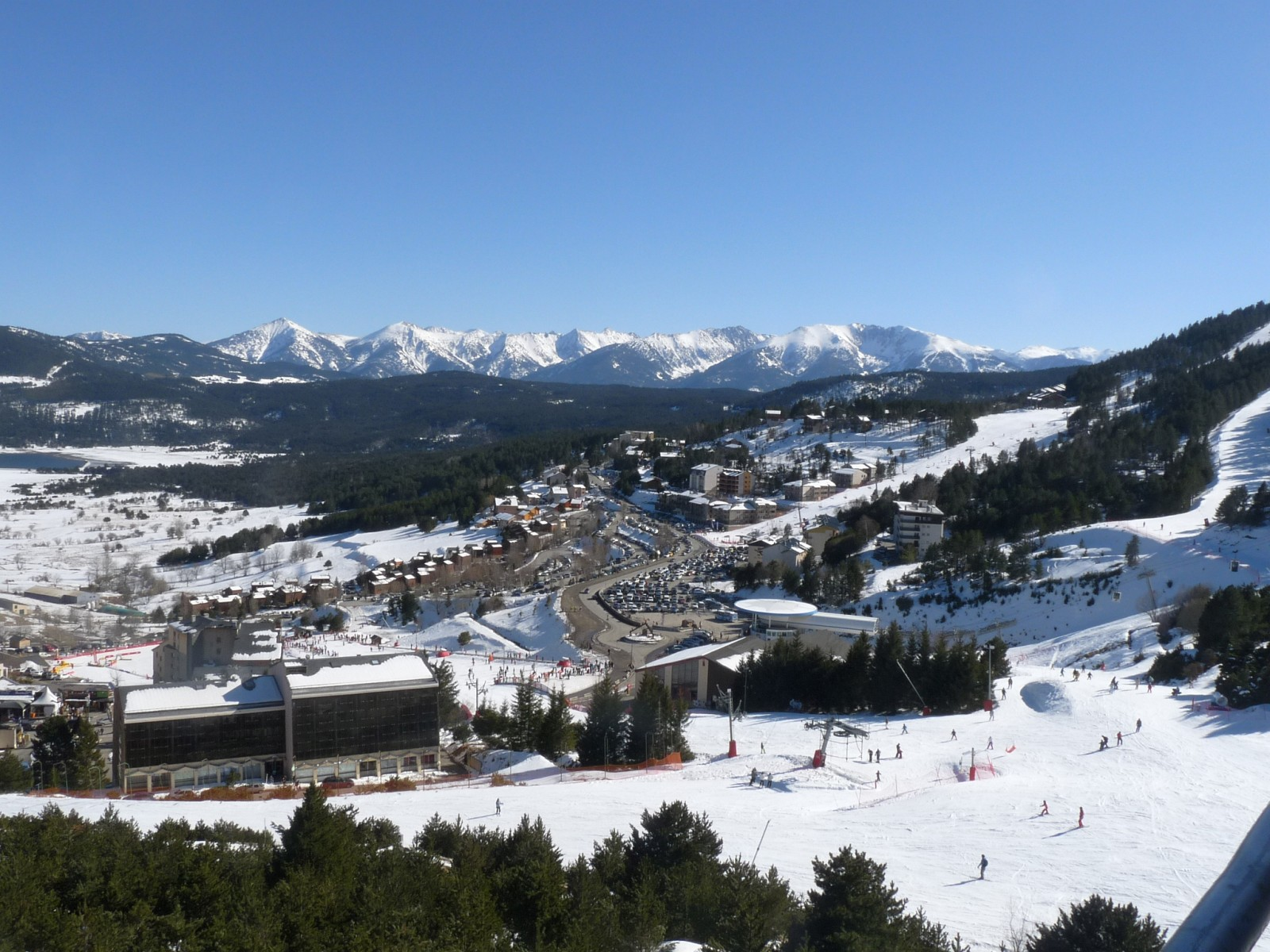
Station Les Angles dans les Pyrénées-Orientales.

La région abrite deux chaînes de montagnes : Les Pyrénées qui fait frontière avec l'Espagne et l'Andorre où les stations pyrénéennes, situées dans les Hautes-Pyrénées, la Haute-Garonne, l’Ariège, l'Aude et les Pyrénées-Orientales, étagent leurs pistes de ski alpin entre 1 400 et 2 500 m d’altitude en moyenne. La plus haute piste se trouve à Piau-Engaly où atteignent les 2 600 m d’altitude. Le Massif central où les stations se trouvent en Aveyron et en Lozère possèdent des pistes qui sont compris entre 1 100 et 1 400 m.

### Stations de sports d'hiver du Massif central
- En Aveyron : Laguiole • Brameloup • Espace Aubrac.
- En Lozère : Bleymard - Mont Lozère.
- Dans le Gard : Prat Peyrot.

### Stations de sports d'hiver des Pyrénées
- Dans les Hautes-Pyrénées : Saint-Lary-Soulan • Domaine du Tourmalet • Peyragudes • Cauterets • Piau-Engaly • Val-Louron • Luz-Ardiden • Gavarnie-Gèdre • Hautacam • Nistos • Val d'Azun .
- En Haute-Garonne : Luchon-Superbagnères • Le Mourtis • Bourg-d'Oueil.
- Dans l'Ariège : Mijanès-Donezan • Guzet • Monts d'Olmes • Ax 3 Domaines • Ascou-Pailhères • Goulier Neige.
- Dans l'Aude : Camurac.
- Dans les Pyrénées-Orientales : Les Angles • Font-Romeu • Bolquère - Pyrénées 2000 • Formiguères • Porté-Puymorens • Puyvalador • La Quillane • Err-Puigmal • Espace Cambre d'Aze.

## Stations balnéaires
L'Occitanie est bordée par la Mer Méditerranée avec ses 215 km de littoral, 45 000 hectares d'étangs et lagunes et 1 parc naturel marin à Banyuls-sur-Mer.

### Plages et ports de plaisance

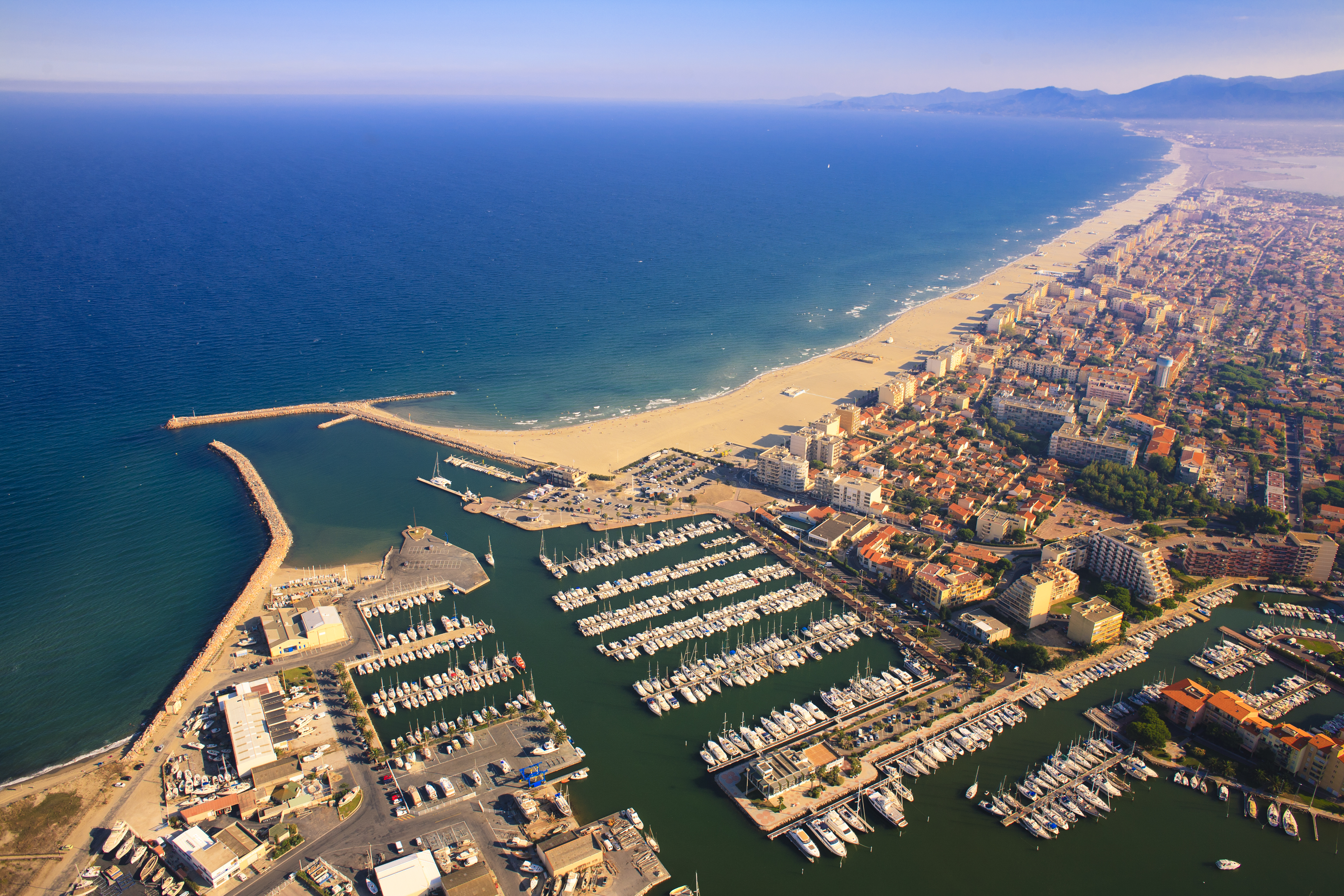
Plage de Canet-en-Roussillon.

- Dans le Gard : Le Grau-du-Roi (Port-Camargue).
- Dans l'Hérault : La Grande-Motte •  Mauguio (Carnon-Plage) • Palavas-les-Flots • Villeneuve-lès-Maguelone • Frontignan • Sète • Marseillan • Agde (Le Cap d'Agde, Le Grau-d'Agde) • Vias • Portiragnes • Sérignan-Plage • Valras-Plage • Vendres.
- Dans l'Aude : Fleury (Saint-Pierre-la-Mer) • Narbonne-Plage • Gruissan • Port-la-Nouvelle • La Palme • Leucate.
- Dans les Pyrénées-Orientales : Port-Barcarès • Torreilles • Sainte-Marie-la-Mer • Canet-en-Roussillon • Saint-Cyprien • Elne • Argelès-sur-Mer • Collioure • Port-Vendres • Banyuls-sur-Mer • Cerbère.

## Liste de musées en Occitanie

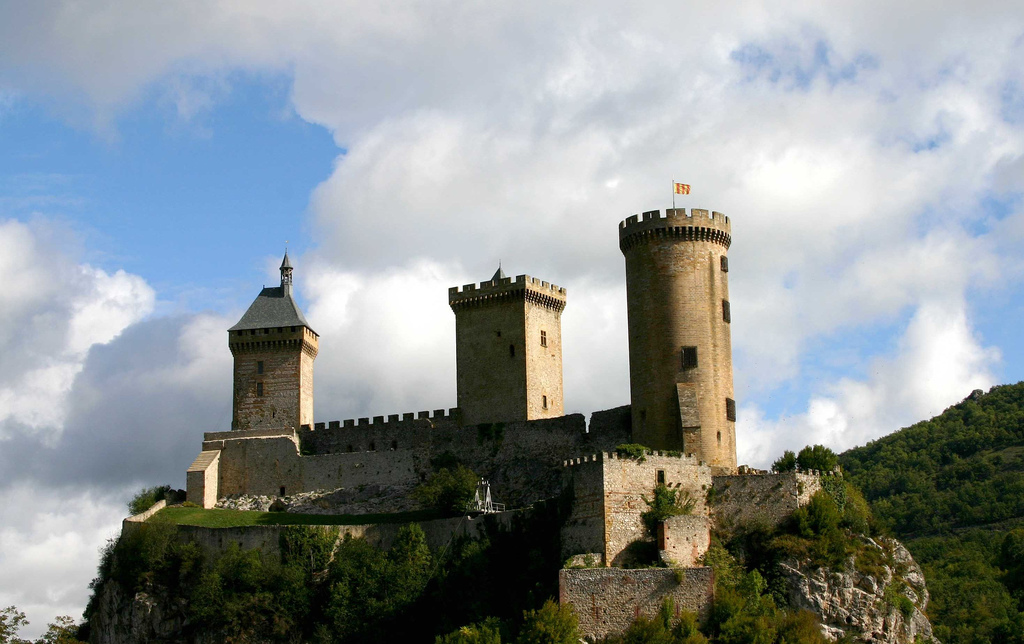
Ariège : Château des Comtes de Foix - Musée de la Préhistoire du Mas-d'Azil - Musée du fer et de la forge de Montgailhard - Musée du Palais des Evêques de Saint-Lizier - Musée du textile et du peigne en corne de Lavelanet - Musée historique et archéologique de Montségur.
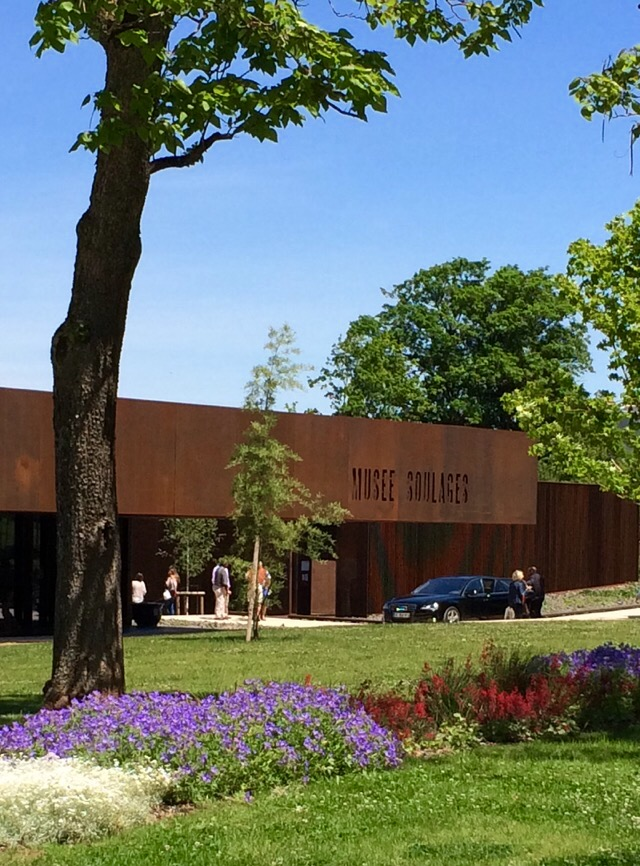
Aude : Musée des Beaux-Arts de Carcassonne - Musée d'art et d'histoire de Narbonne - Musée archéologique de Narbonne - Musée des Corbières à Sigean - Musée Eburomagus Archéologique de Bram - Musée Petiet à Limoux - Musée archéologique du Lauragais à Castelnaudary - Musée archéologique de Salleles d'Aude - Musée municipal de Lastours.
- Aveyron : Espace archéologique départemental de Montrozier - Musée de Géologie Pierre-Vetter de Decazeville - Musée de Millau et des Grands Causses à Millau - Musée Denys-Puech à Rodez - Musée des mœurs et coutumes du Rouergue à Espalion - Musée du charroi rural de Salmiech - Musée Fenaille de Rodez - Musée des métiers de la pierre et de la vie rurale au château de Saint-Beauzély - Musée Joseph-Vaylet et Musée du scaphandre d'Espalion - Musée municipal Urbain-Cabrol de Villefranche-de-Rouergue - Musée Soulages à Rodez.
- Gard : Musée archéologique de Nîmes - Musée des cultures taurines à Nîmes - Musée du Vieux Nîmes - Carré d'art musée d'art contemporain de Nîmes - Musée des beaux-arts de Nîmes - Musée d'histoire naturelle et de préhistoire de Nîmes - Musée du Colombier à Alès - Musée-bibliothèque Pierre-André Benoît à Alès - Musée cévenol à Le Vigan - Musée Paul-Raymond à Pont-saint-esprit - Musée départemental d'art sacré du Gard à Pont-Saint-Esprit - Musée Léon-Alègre à Bagnols-sur-Cèze - Musée Albert André à Bagnols-sur-Cèze - Musée des Vallées Cévenoles à Saint-Jean-du-Gard - Musée municipal de la Vignasse à Beaucaire - Musée Pierre de Luxembourg à Villeneuve-lès-Avignon - Musée municipal Georges-Borias à Uzès - Musée de la maison romane à Saint-Gilles-du-Gard.
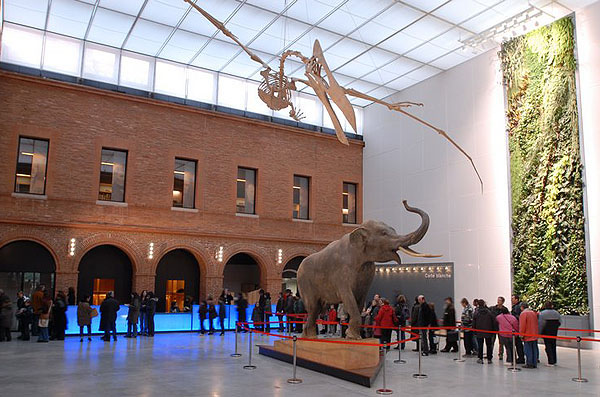
Haute-Garonne : Les Abattoirs de Toulouse - Musée archéologique de Martres-Tolosane - Musée archéologique départemental de Saint-Bertrand-de-Comminges - Musée de Saint-Gaudens et du Comminges - Musée des Augustins, musée des Beaux-Arts de Toulouse - Musée des Transports et des Communications de Toulouse - Musée du Pays de Luchon à Bagnères-de-Luchon - Musée du Vieux Toulouse - Musée Georges-Labit à Toulouse - Musée Paul-Dupuy à Toulouse - Musée Saint-Raymond, musée des Antiques de Toulouse - Musée-Forum de l'Aurignacien - Muséum de Toulouse - Cité de l'espace de Toulouse - Musée de peinture de Saint-Frajou.
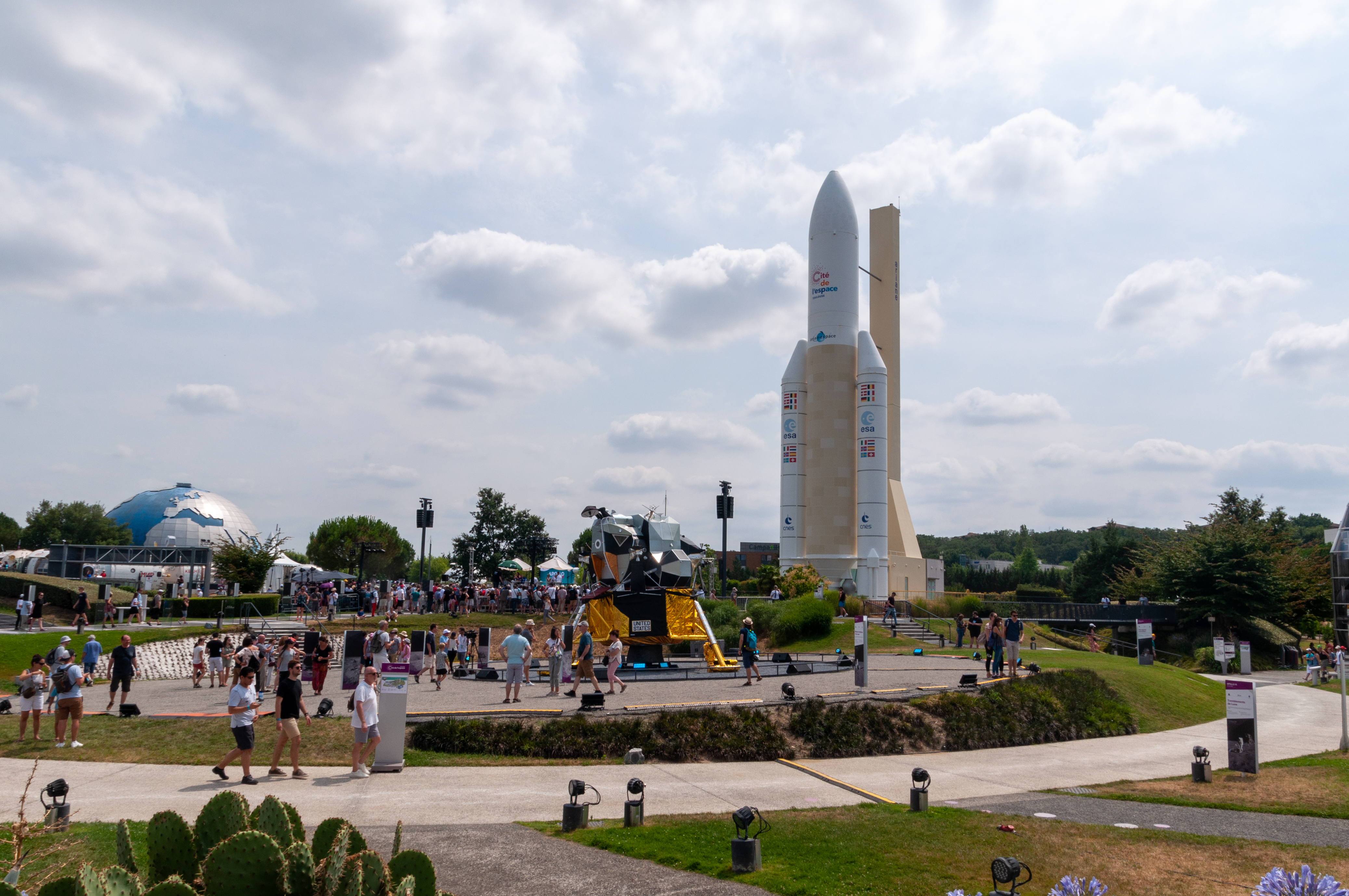
Gers : Abbaye de Flaran -  Centre patrimonial départemental de Valence-sur-Baïse - Musée archéologique / Le trésor d'Eauze - Musée archéologique Eugène-Camoreyt  de Lectoure - Musée d'Art Campanaire de L'Isle-Jourdain - Musée de l'Armagnac à Condom - Musée de l'école publique de Saint-Clar - Musée des beaux-arts de Mirande - Musée des Jacobins d'Auch - Musée Joseph-Abeilhé de Marciac.
- Hérault : Musée du Vieux Montpellier - Musée de l'Hôtel d'Espeyran à Montpellier - Musée Fabre à Montpellier - Musée Languedocien à Montpellier - Musée Municipal de Frontignan - Musée de Vulliod Saint-Germain à Pézénas - Musée de l'Etang de Thau à Bouzigues - Musée Paul-Valéry à Sète - Musée archéologique de Minerve - Musée de préhistoire régionale et du mégalithisme à Saint-Pons-de-Thomières - Musée intercommunal du Pic Saint-Loup à Les Matelles - Musée agathois Jules-Baudou à Agde - Musée de l'Ephèbe au Cap d'Agde - Agropolis-Muséum de Montpellier - Musée des beaux-arts de Béziers - Musée du Biterrois de Béziers - Muséum d'histoire naturelle de Béziers - Musée municipal de Murviel-lès-Montpellier  - Musée de la Cloche et de la Sonnaille à Hérépian - Musée Fleury à Lodève - Site Archéologique Lattara - Musée Henri-Prades à Lattes
- Lot : Atelier - Musée Jean-Lurçat - Ecomusée de Cuzals de Sauliac-sur-Célé - Musée archéologique Armand-Viré de Luzech - Musée Champollion - Les Écritures du Monde de Figeac - Musée d'Uxellodunum de Vayrac - Musée de Cahors Henri-Martin - Musée de l'automate de Souillac - Musée de Préhistoire du Pech Merle de Cabrerets - Musée départemental Rignault à Saint-Cirq-Lapopie - Musée d’Histoire de Figeac - Musée gallo-romain d'Uxellodunum de Martel - Musée Murat - Musée Zadkine de Les Arques - Sites paléontologiques dont la plage aux ptérosaures et la phosphatière du Cloup d'Aural.
- Lozère : Musée Ignon-Fabre de Mende - Ecomusée du Mont Lozère à Pont De Montvert.
- Hautes-Pyrénées : Château de Mauvezin - Musée des Beaux-Arts Salies de Bagnères-de-Bigorre - Musée du Trésor de Luz-Saint-Sauveur - Musée Massey à Tarbes - Musée pyrénéen à Lourdes - Muséum et musée du marbre de Bagnères-de-Bigorre - Le musée de la vallée d'Aure à Ancizan.
- Pyrénées-Orientales : Musée archéologique de Ruscino à Perpignan - Muséum d'histoire naturelle de Perpignan - Musée d'art moderne de Collioure - Musée départemental d'art moderne à Céret - Musée d'archéologie sous-marine de Port-Vendres - Musée de Tautavel - Musée de Cerdagne à Sainte-Léocadie - Musée Joseph-Puig à Perpignan - Musée du Castillet Casa Pairal à Perpignan - Musée Hyacinthe-Rigaud à Perpignan
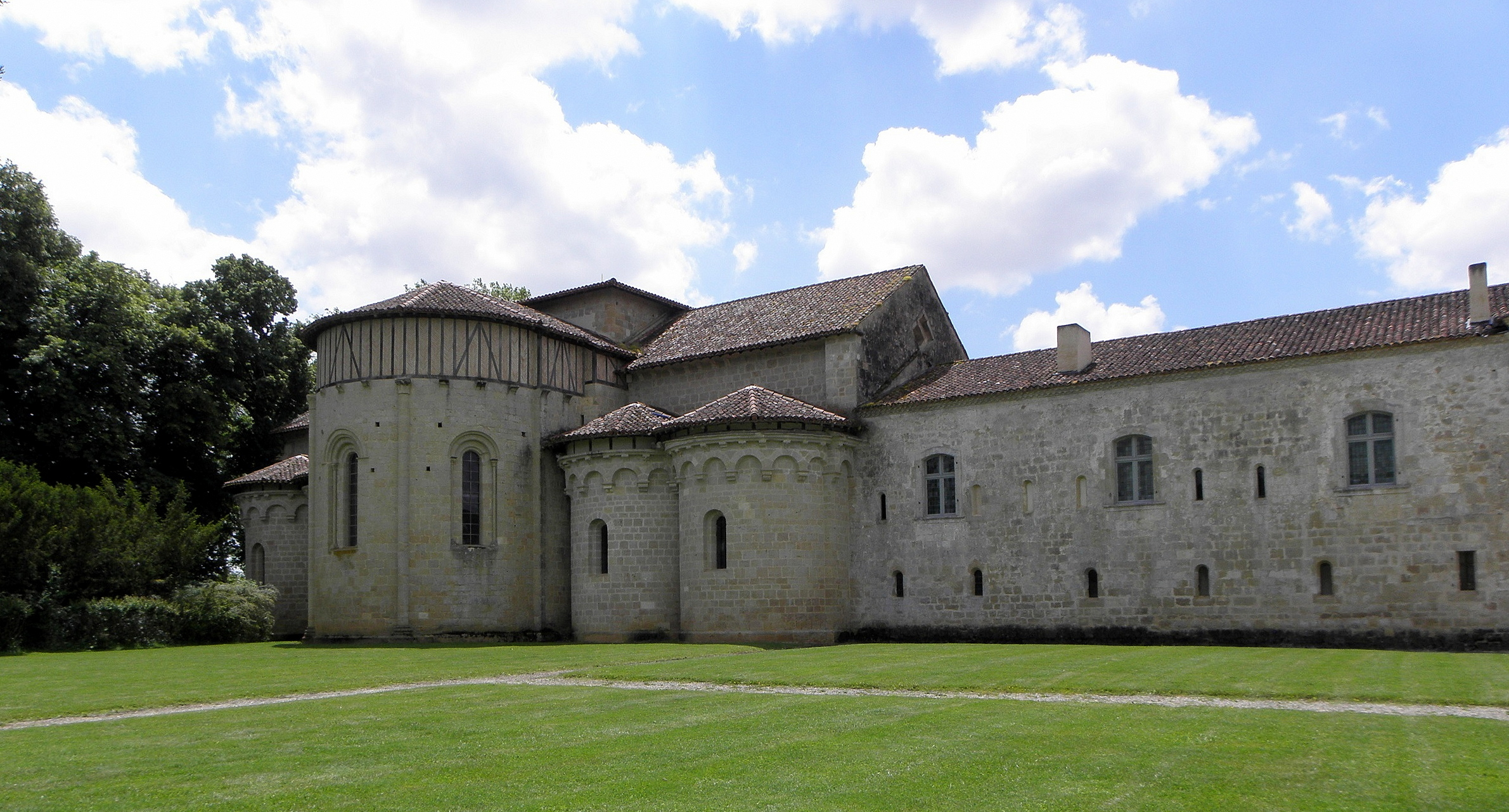
Tarn : Centre national et musée Jean Jaurès de Castres - Château-musée du Cayla d'Andillac - Musée / Centre d’art du verre de Carmaux - Musée d'art et d'histoire Charles-Portal de Cordes-sur-Ciel - Musée de l'Abbaye Saint-Michel de Gaillac - Musée départemental du textile de Labastide-Rouairoux - Musée des beaux-arts de Gaillac - Musée Dom-Robert et de la tapisserie du XXe siècle de Sorèze - Musée du Pays rabastinois à Rabastens - Musée du Pays de Cocagne de Lavaur - Musée du protestantisme en Haut Languedoc de Ferrières - Musée du Saut du Tarn de Saint-Juéry - Musée Goya - Musée Goya à Castres - Musée Raymond-Lafage de Lisle-sur-Tarn - Musée Toulouse-Lautrec à Albi - Musée-mine départemental de Cagnac-les-Mines - Muséum d’histoire naturelle de Gaillac- Cathédrale Sainte-Cécile d'Albi.
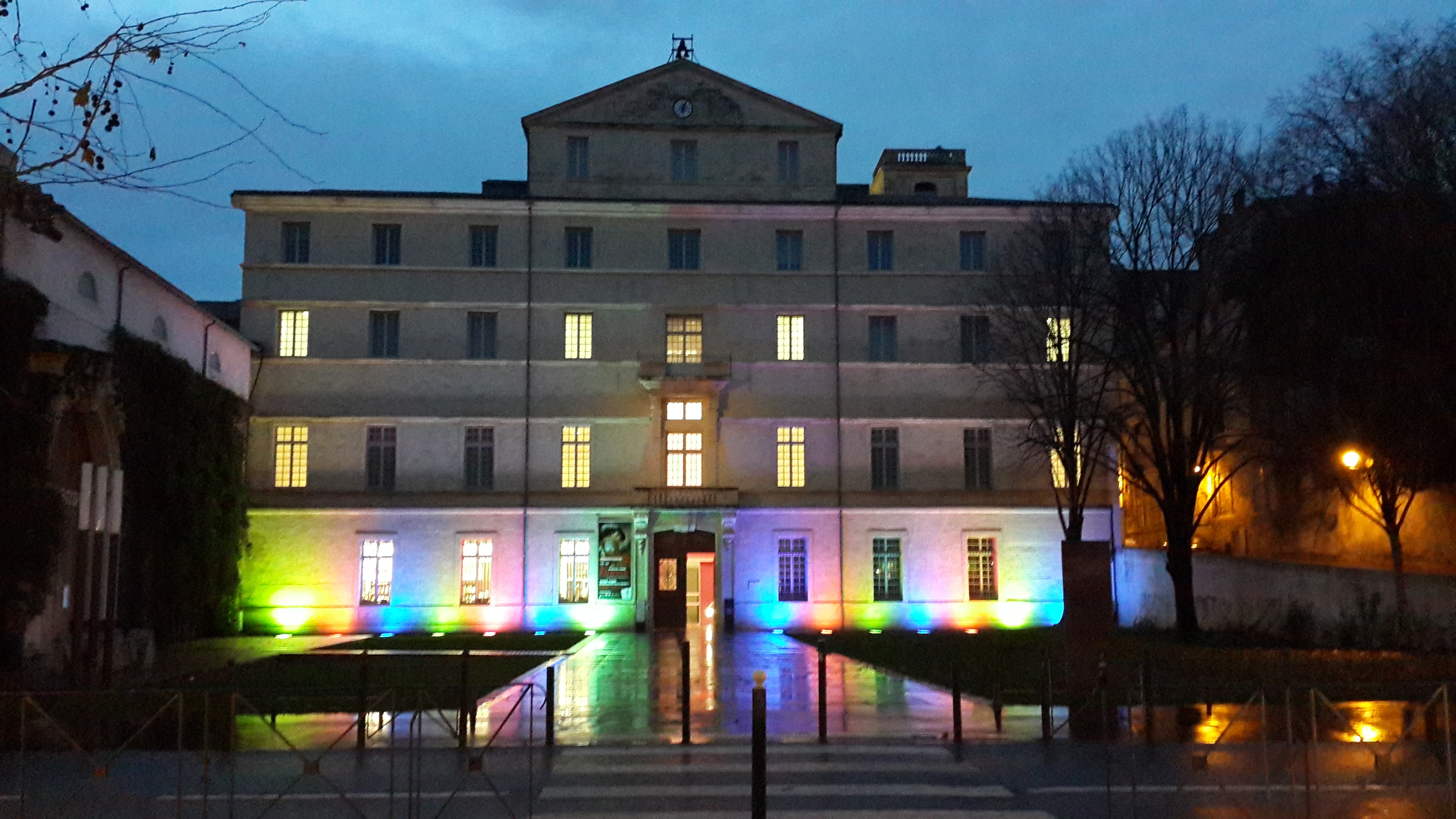
Tarn-et-Garonne : Musée Calbet de Grisolles - Musée du vieil Auvillar - Musée des arts et traditions populaires Marguerite-Vidal de Moissac - Musée Ingres à Montauban - Musée municipal de Saint-Antonin-Noble-Val - Muséum Victor-Brun de Montauban.
- Château de Foix.
- Musée Soulages à Rodez.
- Muséum de Toulouse.
- Cité de l'espace de Toulouse.
- Abbaye de Flaran.
- Musée Fabre de Montpellier.
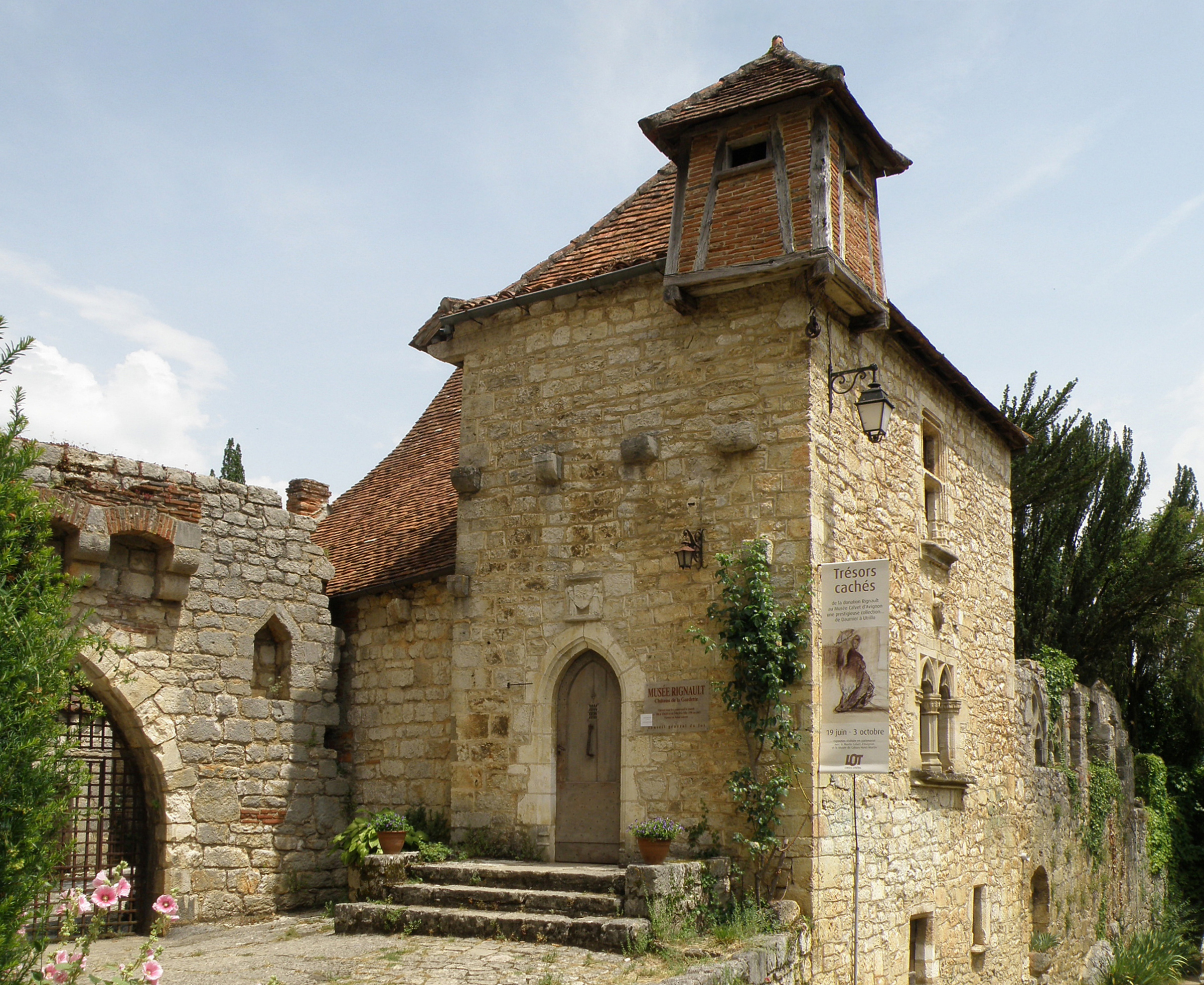
Musée Rignault de Saint-Cirq-Lapopie.
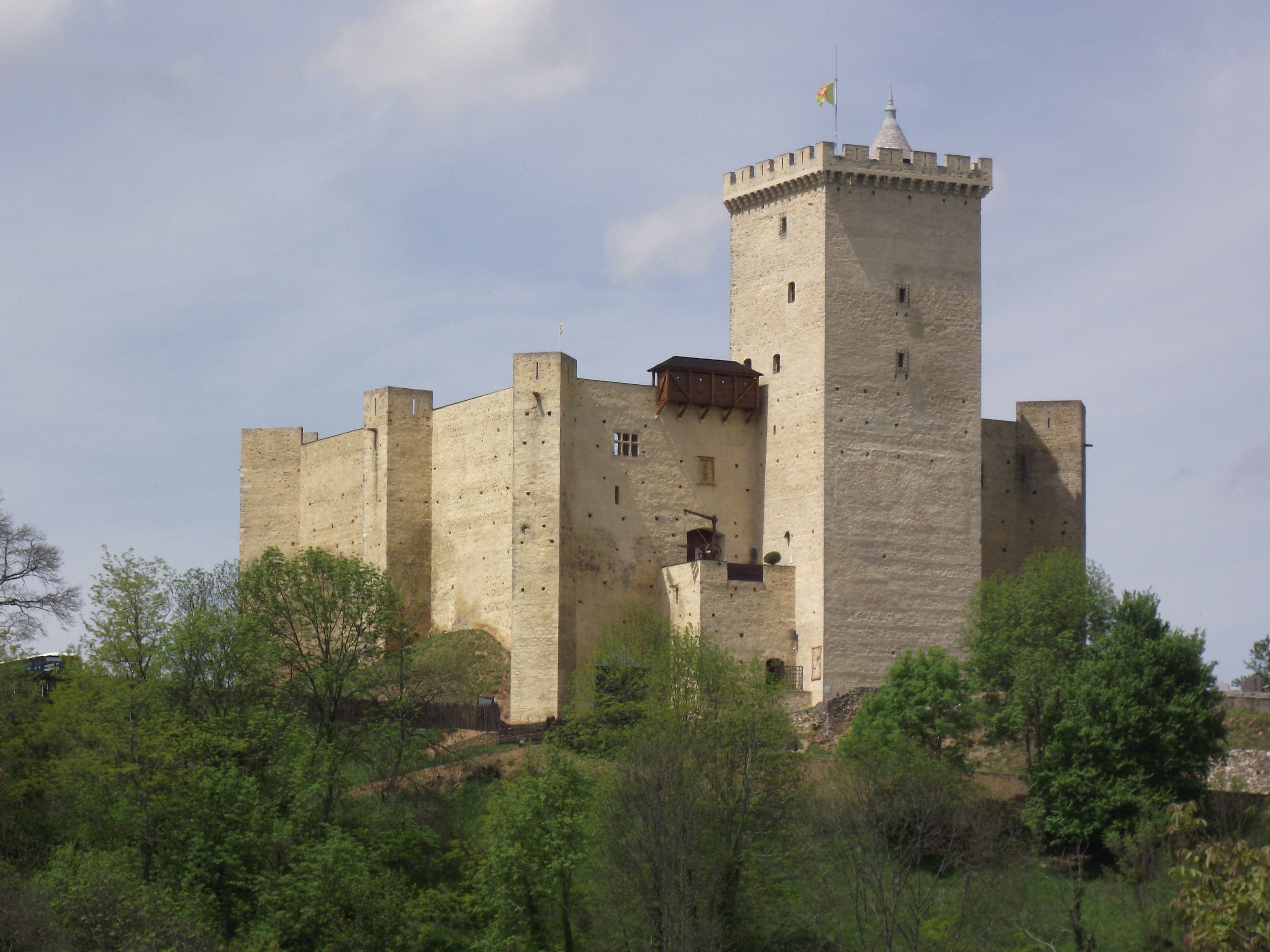
Château de Mauvezin.
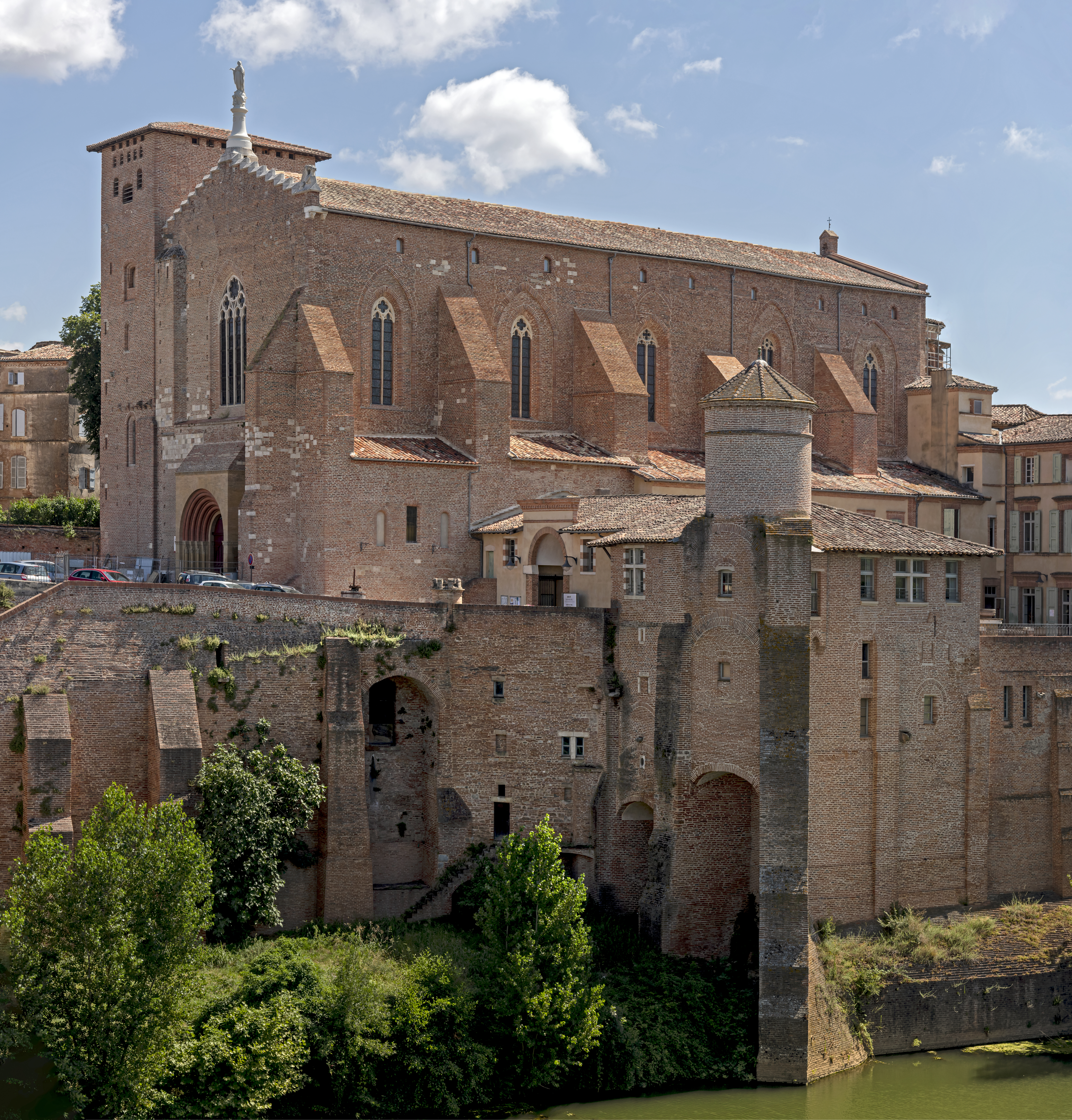
Abbaye Saint-Michel de Gaillac.
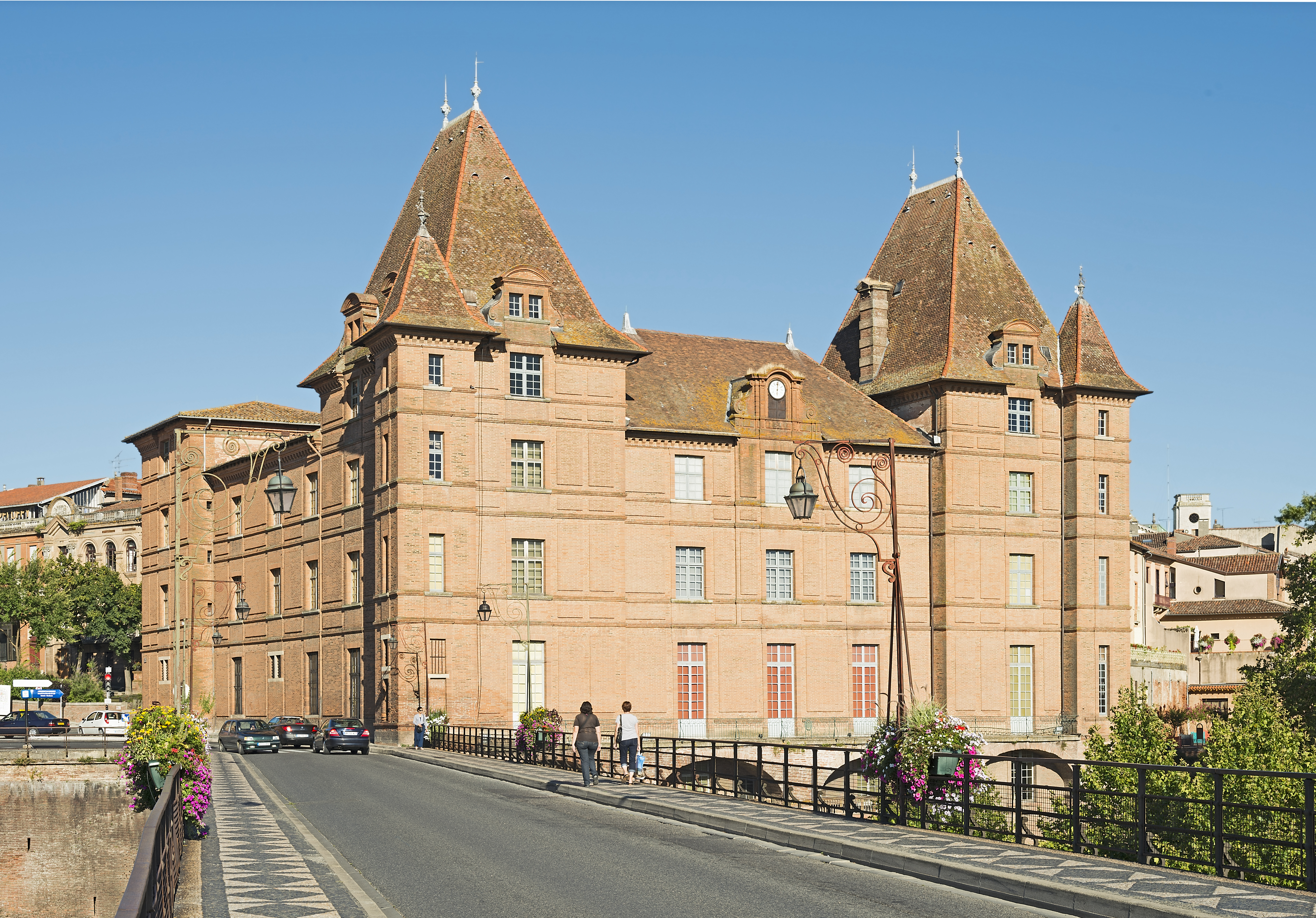
Musée Ingres de Montauban.

## Les 10 sites touristiques les plus visités

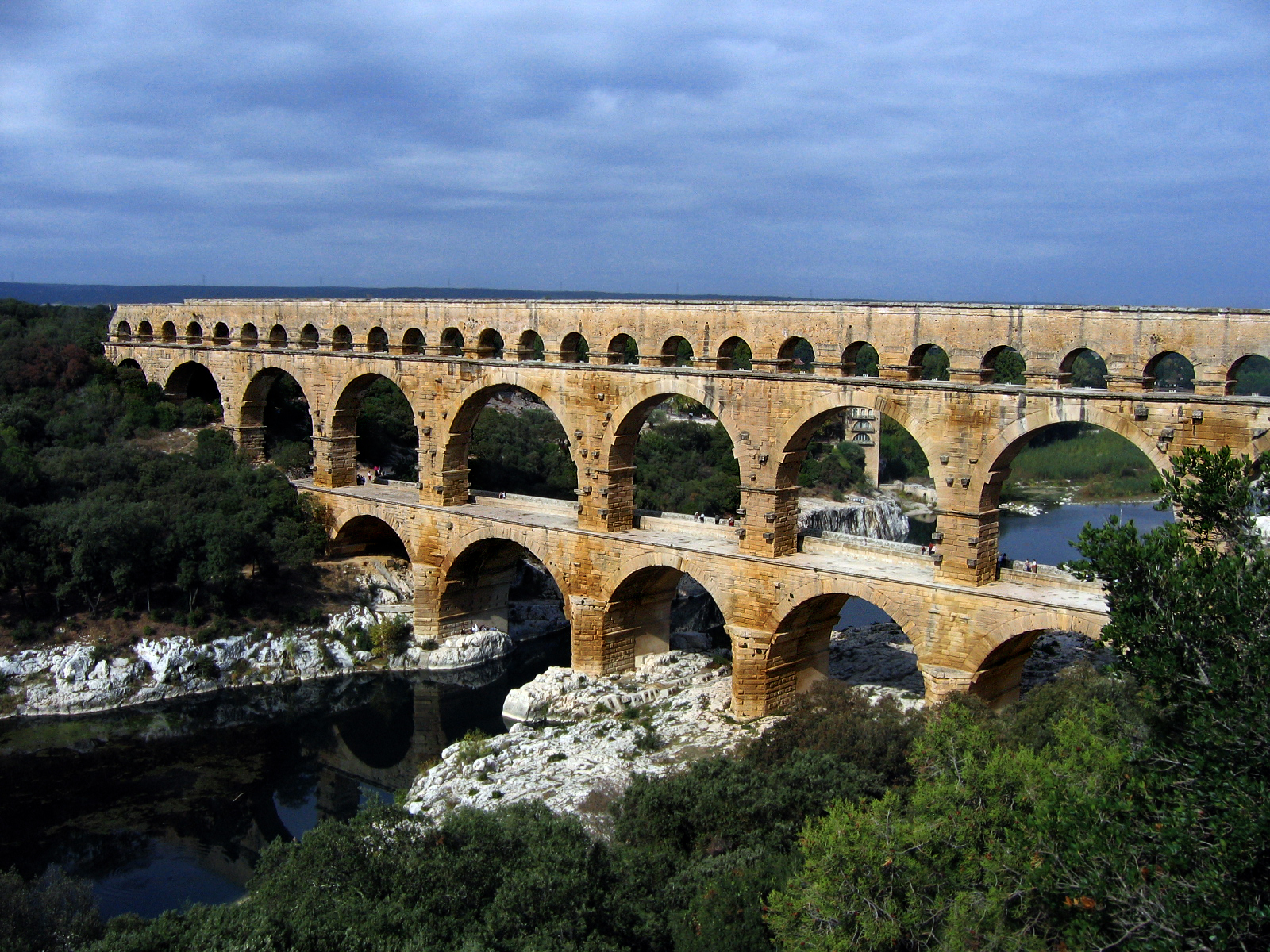
1. Pont du Gard avec 1 201 000 visiteurs.
2. Viaduc de Millau avec 1 135 000 visiteurs.
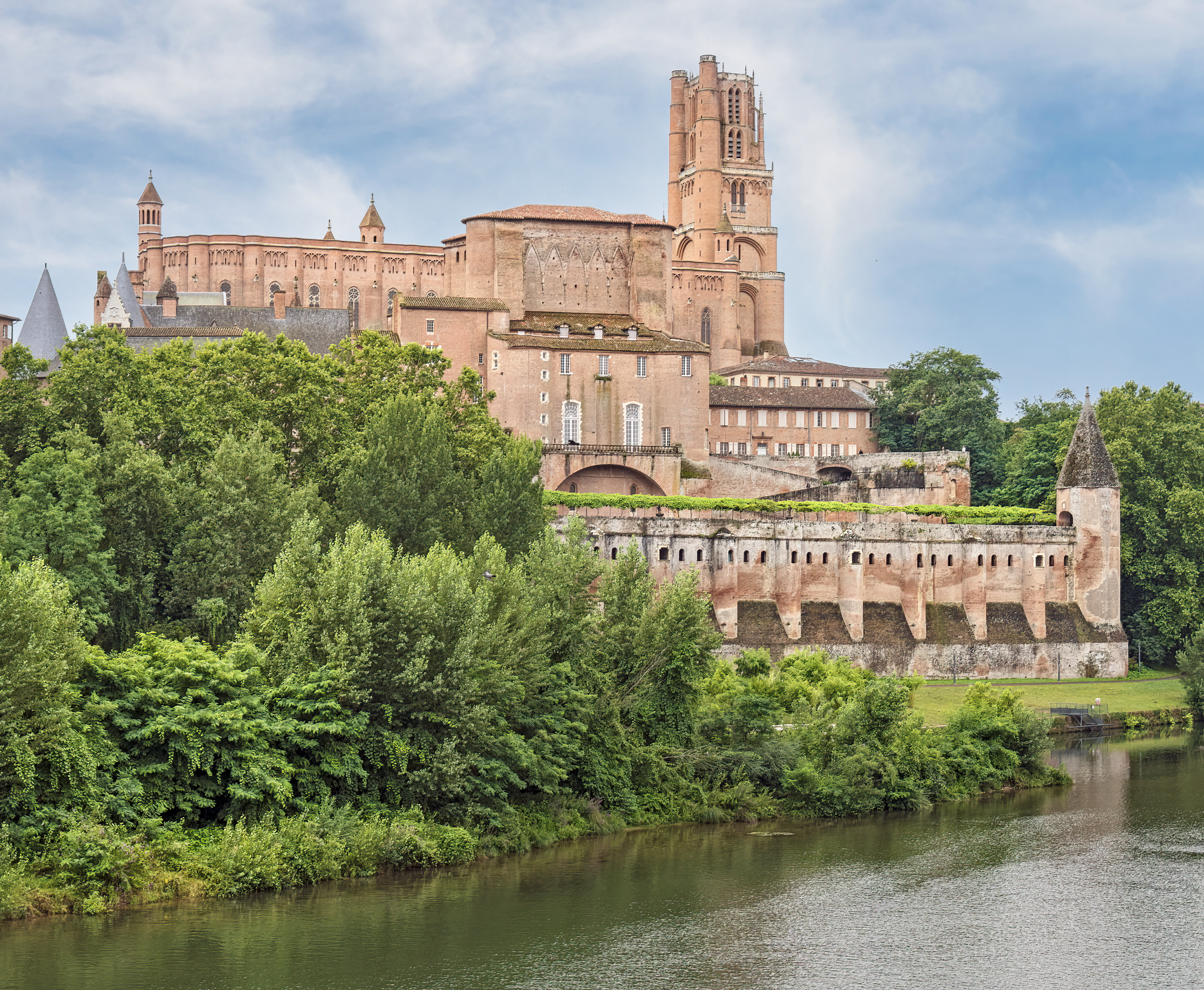
3. Cathédrale Sainte-Cécile à Albi avec 705 791 visiteurs.
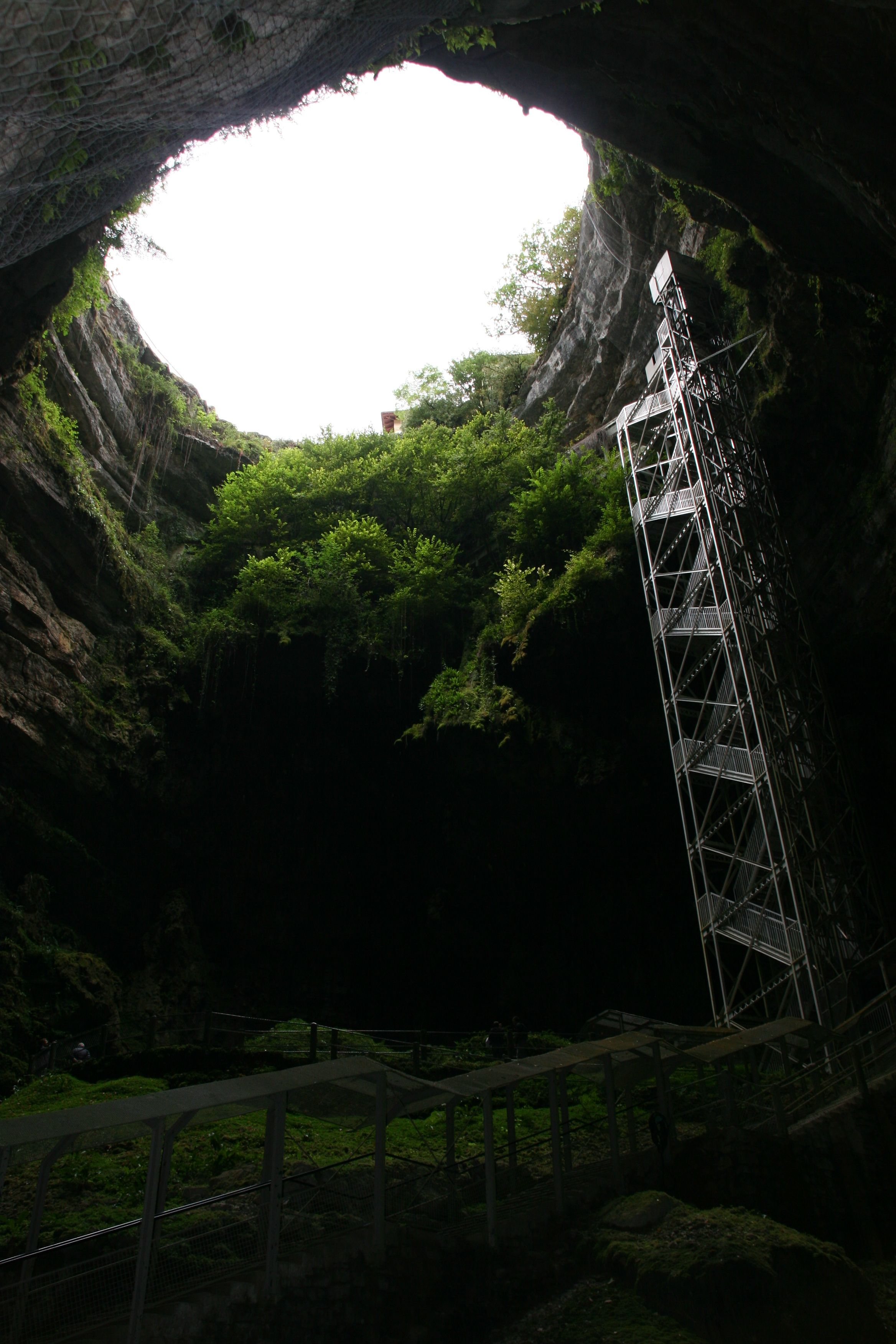
5. Gouffre de Padirac avec 452 250 visiteurs.
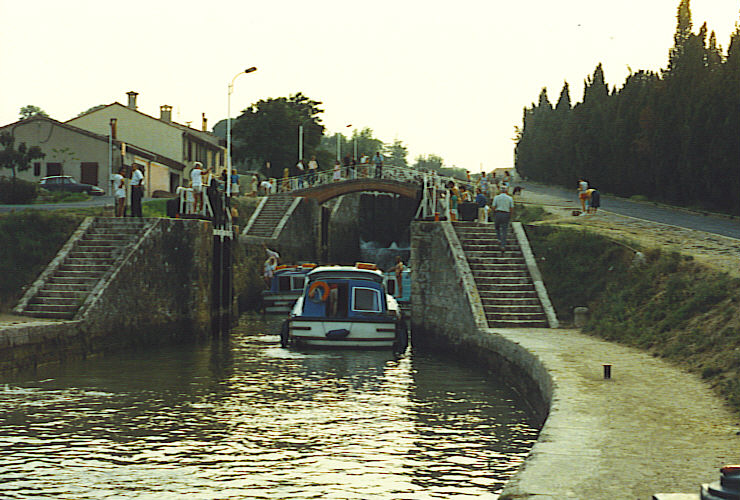
6. Écluses de Fonseranes du Canal du Midi avec 442 151 visiteurs.
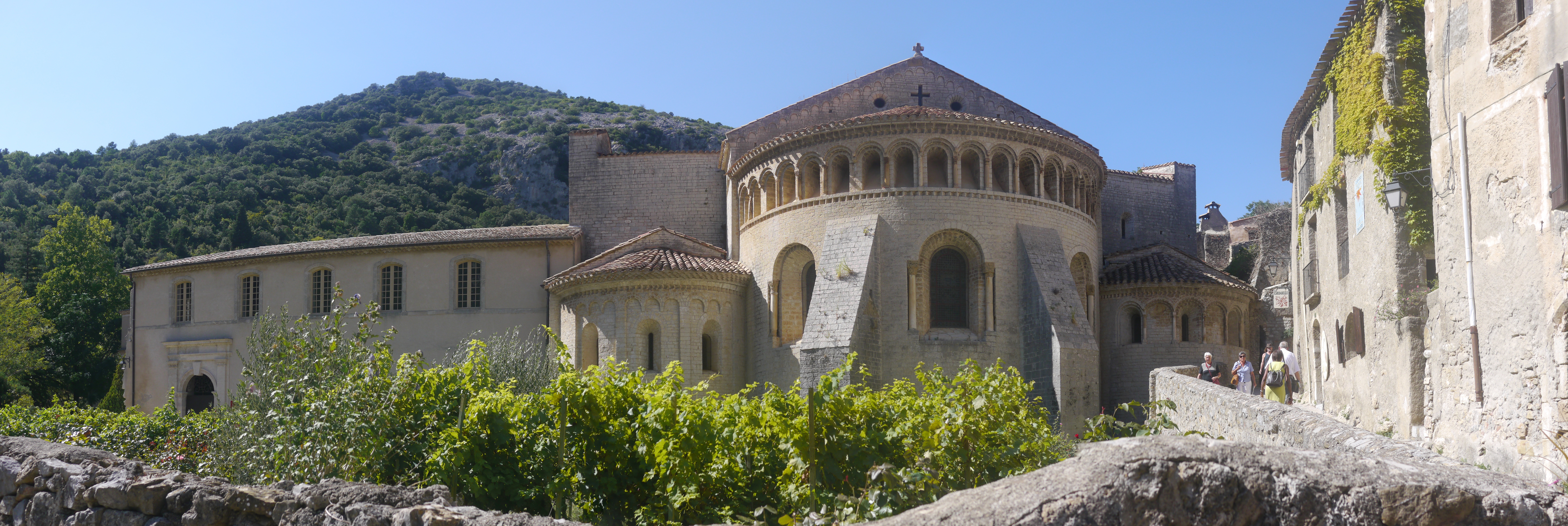
7. Abbaye de Saint-Guilhem-le-Désert avec 380 173 visiteurs.
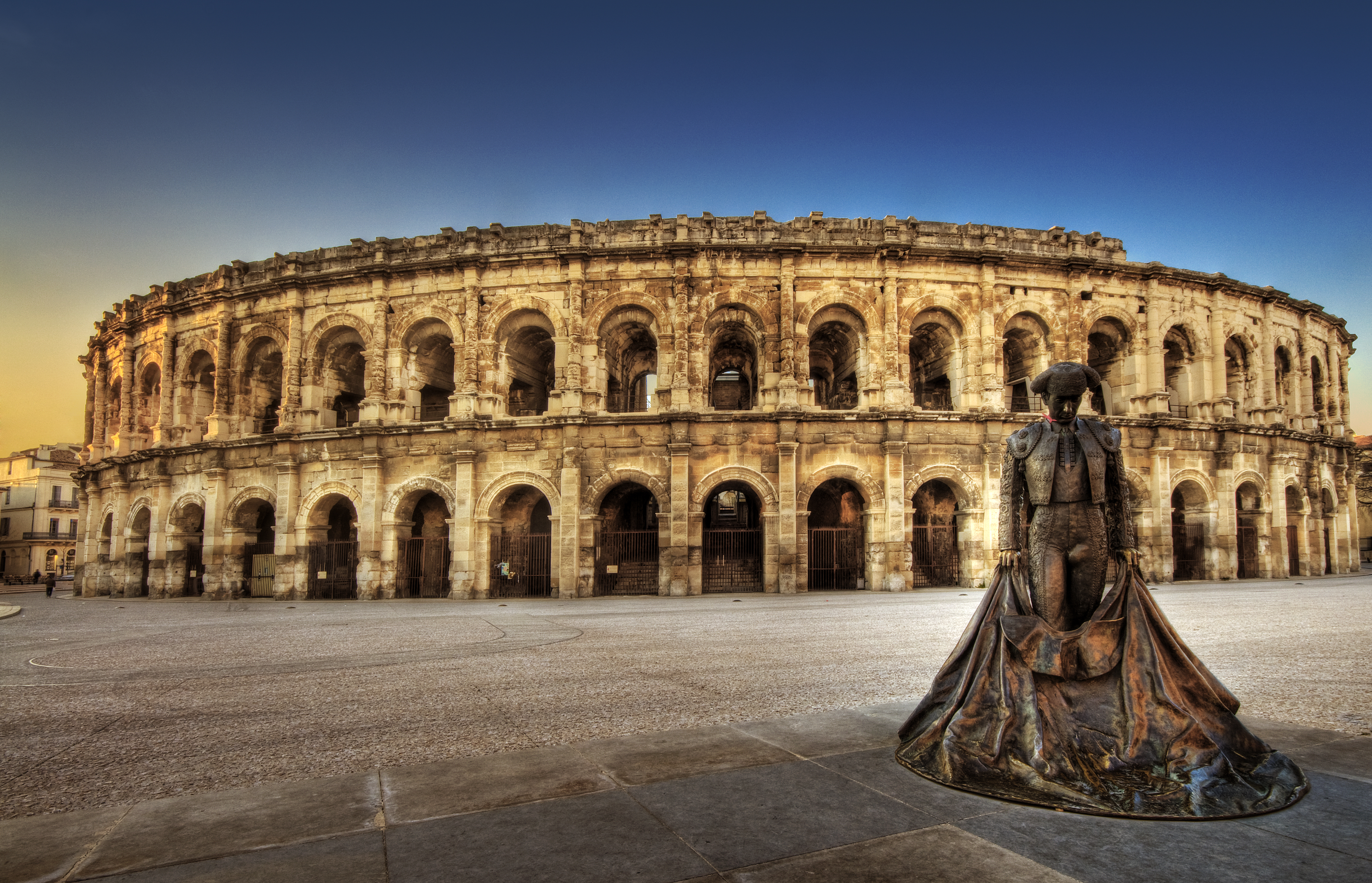
8. Arènes de Nîmes avec 322 944 visiteurs.
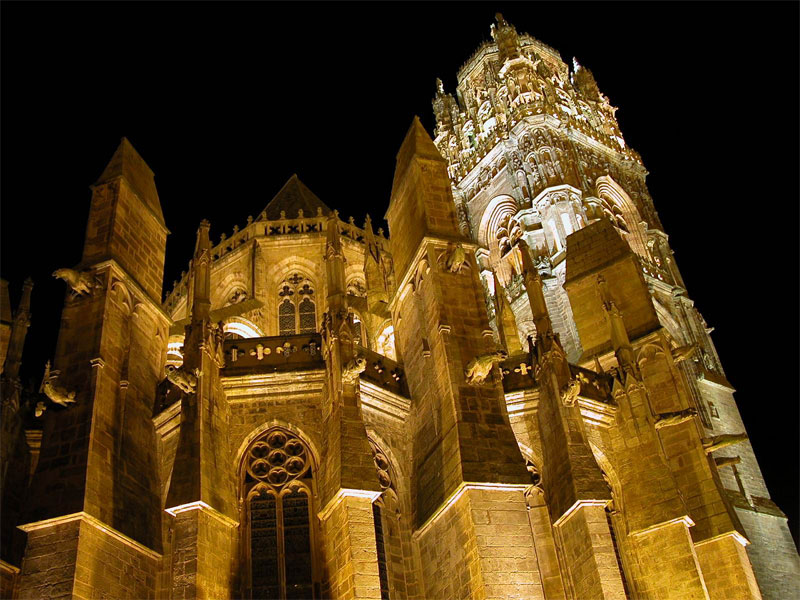
9. Cathédrale de Rodez avec 308 997 visiteurs.
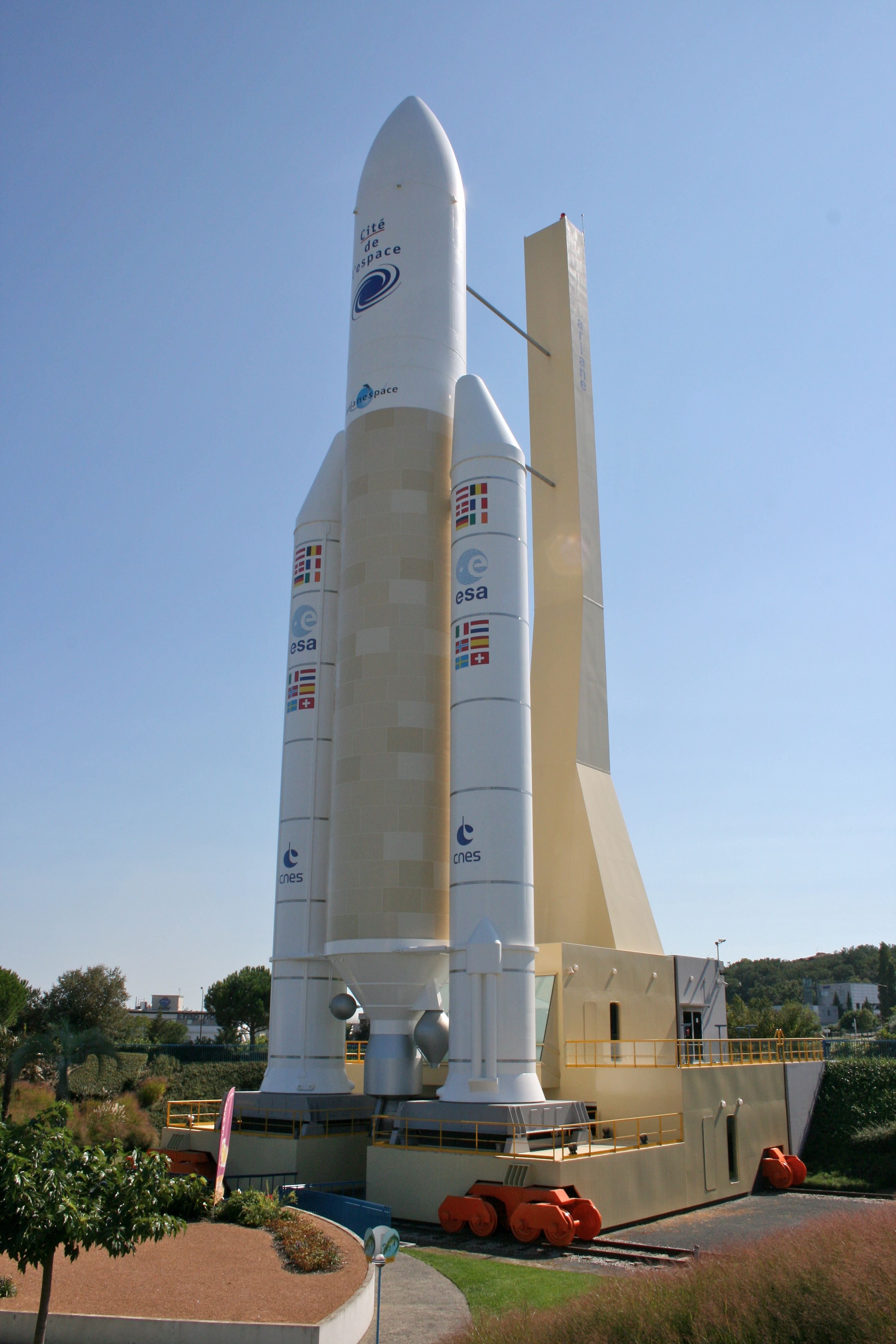
10. Cité de l'espace de Toulouse avec 286 126 visiteurs.